# 日経・経済図書文化賞
日経・経済図書文化賞（にっけい・けいざいとしょぶんかしょう）は、日本経済新聞社と日本経済研究センターが、経済および経営・会計分野の学問、知識の向上に貢献するとともに、その一般普及・応用に寄与することを目的として、1958年（昭和33年）に設立した。著者および出版社を表彰する。

## 受賞作一覧

### 第1回（1958年度） - 第10回（1967年度）
- 第1回（1958年度）
  - 古谷弘「現代経済学」（弘文堂）
  - 昭和同人会編「我国完全雇用の意義と対策」（至誠堂）
  - 武山泰雄「アメリカ資本主義の構造」（東洋経済新報社）
  - 南沢宣郎「オートメーションと会計学」上・下巻（同文舘出版）
  - 宮本又次「大阪町人」「大阪商人：続大阪町人」（弘文堂）
  - ジョン・ストレイチー著、関嘉彦・三宅正也訳「現代の資本主義」（東洋経済新報社）
  - 中山伊知郎編「体系統計学辞典」（東洋経済新報社）

- 第2回（1959年度）
  - 賈思勰著、西山武一・熊代幸雄訳「斉民要術」上・下巻（東京大学出版会）
  - 鈴木光男「ゲームの理論」（勁草書房）
  - 増田四郎「西洋封建社会成立期の研究」（岩波書店）
  - 石川準吉「生野銀山と生野代官」（日本工業新聞社）
  - 尾高邦雄「産業社会学」（ダイヤモンド社）
  - 渡邊進「棚卸資産会計」（森山書店）
  - 加用信文監修「日本農業基礎統計」（生産性向上会議）

- 第3回（1960年度）
  - 藤田忠「職務分析と労務管理」（白桃書房）
  - 鈴木武雄「現代日本財政史」全4巻（東京大学出版会）
  - 国崎裕「生命保険」（有斐閣）
  - 戸原四郎「ドイツ金融資本の成立過程」（東京大学出版会）
  - ガルブレイス著、鈴木哲太郎訳「ゆたかな社会」（岩波書店）
  - 岡田謙・神谷慶治責任編集「日本農業機械化の分析：岡山県高松町新池部落における一実験」（創文社）
  - 荒畑寒村「寒村自伝」（論争社）

- 第4回（1961年度）
  - 篠原三代平「日本経済の成長と循環」（創文社）
  - 石川滋「中国における資本蓄積機構」（岩波書店）
  - 大原総一郎「化学繊維工業論」（東京大学出版会）
  - 三菱経済研究所「企業の成長と収益性」（東洋経済新報社）
  - 沼田嘉穂「固定資産会計」（ダイヤモンド社）
  - 一橋大学経済研究所編「解説日本経済統計」（岩波書店）
  - ロストウ著、木村健康・久保まち子・村上泰亮訳「経済成長の諸段階―一つの非共産主義宣言」（ダイヤモンド社）

- 第5回（1962年度）
  - 末松玄六「中小企業成長論」（ダイヤモンド社）
  - 板垣與一「アジアの民族主義と経済発展－東南アジア」（東洋経済新報社）
  - 東井金平「欧米における日本農業の研究」全3巻（法政大学出版局）
  - 青木茂男「近代予算統制論」（ダイヤモンド社）
  - 北島正元編著「江戸商業と伊勢店―木綿問屋長谷川家の経営を中心として」（吉川弘文館）
  - 藤井知江子編「明治期農業関係統計書項目索引目録」（御茶の水書房）
  - シュムペーター著、東畑精一訳「経済分析の歴史」全7巻（岩波書店）

- 第6回（1963年度）
  - 番場嘉一郎「棚卸資産会計」（国元書房）
  - 岡稔「計画経済論序説」（岩波書店）
  - 竹内啓「数理統計学　データ解析の方法」（東洋経済新報社）
  - 新沢嘉芽統「河川水利調整論」（岩波書店）
  - 近藤文二「社会保険」（岩波書店）
  - 河野豊弘「長期経営計画の基礎」（ダイヤモンド社）
  - 田中時彦「明治維新の政局と鉄道建設」（吉川弘文館）
  - ドラッカー著、岩根忠訳「経済人の終わり―新全体主義の研究」（東洋経済新報社）

- 第7回（1964年度）
  - 小宮隆太郎編「戦後日本の経済成長」（岩波書店）
  - 大内力「日本経済論」上・下巻（東京大学出版会）
  - 西沢脩「研究開発費会計」（白桃書房）
  - 大内経雄「フォアマン制度の研究」（ダイヤモンド社）
  - 松川七郎「ウィリアム・ペティ」上・下巻（岩波書店）
  - 中野卓「商家同族団の研究」（未來社）
  - アジア経済研究所編「アジア経済の長期展望」（東京大学出版会）

- 第8回（1965年度）
  - 藤野正三郎「日本の景気循環」（勁草書房）
  - 熊谷尚夫「経済政策原理」（岩波書店）
  - 江頭恒治「近江商人中井家の研究」（雄山閣出版）
  - 宮川公男編著「意思決定の経済分析」（中央経済社）

- 第9回（1966年度）
  - 富永健一「社会変動の理論」（岩波書店）
  - 西川俊作「地域間労働移動と労働市場」（有斐閣）
  - 尾高邦雄「日本の経営」（中央公論社）
  - 伊東政吉「アメリカの金融政策」（岩波書店）
  - 野田一夫編著「戦後経営史」（日本生産性本部）

- 第10回（1967年度）
  - 鈴木淑夫「金融政策の効果」（東洋経済新報社）
  - 山口和雄編著「日本産業金融史研究　製糸金融篇」（東京大学出版会）
  - 原覚天「現代アジア経済論」（勁草書房）
  - 浜田宏一「経済成長と国際資本移動」（東洋経済新報社）
  - 小川英次「生産計画論」（河出書房新社）

### 第11回（1968年度） - 第20回（1977年度）
- 第11回（1968年度）
  - 井尻雄士「会計測定の基礎」（東洋経済新報社）
  - 高橋亀吉「日本近代経済形成史」全3巻（東洋経済新報社）
  - 辻村江太郎「消費構造と物価」（勁草書房）
  - 石川滋「Economic Development in Asian Perspective」（Kinokuniya Bookstore）
  - 佐藤隆三「経済成長の理論」（勁草書房）

- 第12回（1969年度）
  - 溝口敏行・浜田宗雄「経済時系列の分析」（勁草書房）
  - 鈴木金三「銀行行動の理論」（東洋経済新報社）
  - 柴川林也「投資決定論」（同文舘出版）
  - 二階堂副包「Convex Structures and Economic Theory」（Academic Press）
  - 熊代幸雄「比較農法論」（御茶の水書房）

- 第13回（1970年度）
  - 南亮進「日本経済の転換点」（創文社）
  - 佐野陽子「賃金決定の計量分析」（東洋経済新報社）
  - 佐和隆光「計量経済学の基礎」（東洋経済新報社）
  - 降旗武彦「経営管理過程論の新展開」（日本生産性本部）
  - 渡部経彦「数量経済分析」（創文社）

- 第14回（1971年度）
  - 村松祐次「近代江南の租棧」（東京大学出版会）
  - 大野忠男「シュムペーター体系研究」（創文社）
  - 梅村又次「労働力の構造と雇用問題」（岩波書店）
  - 青木昌彦「組織と計画の経済理論」（岩波書店）
  - 西川孝治郎「日本簿記史談」（同文舘出版）

- 第15回（1972年度）
  - 高村直助「日本紡績業史序説」上・下巻（塙書房）
  - 唯是康彦「食料の経済分析」（同文書院）
  - 深沢宏「インド社会経済史研究」（東洋経済新報社）
  - 稲田献一・関口末夫・庄田安豊「経済発展のメカニズム　その理論と実証」（創文社）
  - 吉野洋太郎「The Japanese Marketing System: Adaptations and Innovations」（MIT Press）

- 第16回（1973年度）
  - 速水融「近世農村の歴史人口学的研究―信州諏訪地方の宗門改帳分析」（東洋経済新報社）
  - 小野旭「戦後日本の賃金決定」（東洋経済新報社）
  - 速水佑次郎「日本農業の成長過程」（創文社）
  - 市川洋・林英機「財政の計量経済学　租税、政府支出および社会保障の計量理論」（勁草書房）
  - 根岸隆「General Equilibrium Theory and International Trade」（North-Holland）
  - 岡本清「原価計算」（国元書房）

- 第17回（1974年度）
  - 斎藤光雄「一般均衡と価格」（創文社）
  - 大川一司他「日本の経済成長　20世紀における趨勢加速」（東洋経済新報社）
  - 宮崎義一「現代の日本企業を考える」（岩波書店）
  - 野口悠紀雄「情報の経済理論」（東洋経済新報社）
  - 朝倉孝吉・西山千明編「日本経済の貨幣的分析―1868-1970」（創文社）
  - 野中郁次郎「組織と市場」（千倉書房）

- 第18回（1975年度）
  - 森本公誠「初期イスラム時代エジプト税制史の研究」（岩波書店）
  - 高山晟「Mathematical Economics」（Dryden Press）
  - 小宮隆太郎「現代日本経済研究」（東京大学出版会）
  - 吉田寛「会計理論の基礎」（森山書店）
  - 間宏「イギリスの社会と労使関係」（日本労働協会）

- 第19回（1976年度）
  - 嵐嘉一「近世稲作技術史　その立地生態的解析」（農山漁村文化協会）
  - 行沢健三「労働生産性の国際比較」（創文社）
  - 今井賢一「現代産業組織」（岩波書店）
  - 目良浩一「Income Distribution and Regional Development」（University of Tokyo Press）
  - 森實「監査論研究」（白桃書房）
  - 山田珠夫「企業財務と選択理論」（多賀出版）

- 第20回（1977年度）
  - 山崎充「日本の地場産業」（ダイヤモンド社）
  - 宮沢健一「Input-Output Analysis and the Structure of Income Distribution」（Springer-Verlag）
  - 吉冨勝「現代日本経済論」（東洋経済新報社）
  - 置塩信雄「現代経済学」（筑摩書房）
  - 岩田龍子「日本的経営の編成原理」（文真堂）
  - 武田隆二「連結財務諸表」（国元書房）

### 第21回（1978年度） - 第30回（1987年度）
- 第21回（1978年度）
  - 中島将隆「日本の国債管理政策」（東洋経済新報社）
  - 毛利健三「自由貿易帝国主義」（東京大学出版会）
  - 旗手勲「日本の財閥と三菱　財閥企業の日本的風土」（楽遊書房）
  - 由井常彦他「日本の経営発展　近代化と企業経営」（東洋経済新報社）
  - 伊丹敬之「Adaptive Behavior: Management Control and Information Analysis」（American Accounting Association）

- 第22回（1979年度）
  - 石弘光「租税政策の効果　数量的接近」（東洋経済新報社）
  - 土屋清「飛翔の時機は来た」（山手書房）
  - 奥田央「ソヴェト経済政策史　市場と営業」（東京大学出版会）
  - 福岡正夫「一般均衡理論」（創文社）
  - 森田哲弥「価格変動会計論」（国元書房）
  - 清水龍瑩「企業行動と成長要因の分析」（有斐閣）

- 第23回（1980年度）
  - 新保生二「現代日本経済の解明」（東洋経済新報社）
  - 筑井甚吉・村上泰亮「Turnpike Optimality in Input-Output Systems: Theory and Application for Planning」（North-Holland）
  - 堀内昭義「日本の金融政策　金融メカニズムの実証分析」（東洋経済新報社）
  - 八代尚宏「現代日本の病理解明」（東洋経済新報社）
  - 小松芳喬「産業革命期の企業者像」（早稲田大学出版部）
  - 木村栄一「ロイズ保険証券生成史」（海文堂出版）

- 第24回（1981年度）
  - 太田誠「品質と価格」（創文社）
  - 田代和生「近世日朝通交貿易史の研究」（創文社）
  - 金本良嗣「Theories of Urban Externalities」（North-Holland）
  - 香西泰「高度成長の時代　現代日本経済史ノート」（日本評論社）
  - 小林健吾「原価計算発達史　直接原価計算の史的考察」（中央経済社）
  - 吉原英樹・佐久間昭光・伊丹敬之・加護野忠男「日本企業の多角化戦略　経営資源アプローチ」（日本経済新聞社）

- 第25回（1982年度）
  - 岩井克人「Disequilibrium Dynamics」（Yale University Press）
  - 芝原拓自「日本近代化の世界史的位置　その方法論的研究」（岩波書店）
  - 植草益「産業組織論」（筑摩書房）
  - 黒田晁生「日本の金利構造　国債利回りの理論と実証」（東洋経済新報社）
  - 天野明弘「日本の国際収支と為替レート」（有斐閣）
  - 小田切宏之「The Theory of Growth in a Corporate Economy: Management Preferences, Research and Development, and Economic Growth」（Cambridge University Press）

- 第26回（1983年度）
  - 本間正明「租税の経済理論」（創文社）
  - 寺西重郎「日本の経済発展と金融」（岩波書店）
  - 山口三十四「日本経済の成長会計分析」（有斐閣）
  - 植田和男「国際マクロ経済学と日本経済」（東洋経済新報社）
  - 深尾光洋「為替レートと金融市場」（東洋経済新報社）
  - 田中隆雄「管理会計発達史」（森山書店）

- 第27回（1984年度）
  - 鈴村興太郎「Rational Choice, Collective Decisions and Social Welfare」（Cambridge University Press）
  - 山澤逸平「日本の経済発展と国際分業」（東洋経済新報社）
  - 井堀利宏「現代日本財政論　財政問題の理論的研究」（東洋経済新報社）
  - 吉川洋「マクロ経済学研究」（東京大学出版会）
  - 石井寛治「近代日本とイギリス資本 ジャーディン＝マセソン商会を中心に」（東京大学出版会）
  - 門田安弘「Toyota production system: practical approach to production management」（Industrial Engineering and Management Press, Institute of Industrial Engineers）

- 第28回（1985年度）
  - 塩野谷祐一「価値理念の構造　効用対権利」（東洋経済新報社）
  - 森棟公夫「経済モデルの推定と検定」（共立出版）
  - 小野善康「国際企業戦略と経済政策」（東洋経済新報社）
  - 翁邦雄「期待と投機の経済分析」（東洋経済新報社）
  - 安藤英義「商法会計制度論」（国元書房）
  - 日本経済新聞社編「ゼミナール　日本経済入門」（日本経済新聞社）

- 第29回（1986年度）
  - 伊藤隆敏「不均衡の経済分析」（東洋経済新報社）
  - 雨宮健「Advanced Econometrics」（Harvard University Press）
  - 河合正弘「国際金融と開放マクロ経済学」（東洋経済新報社）
  - 鈴木和志・宮川努「日本の企業投資と研究開発戦略　企業ダイナミズムの実証分析」（東洋経済新報社）
  - 肥前栄一「ドイツとロシア　比較社会経済史の一領域」（未來社）
  - 田村正紀「日本型流通システム」（千倉書房）

- 第30回（1987年度）
  - 上野裕也「競争と規制－現代の産業組織」（東洋経済新報社）
  - 天野雅敏「阿波藍経済史研究」（吉川弘文館）
  - 猪木武徳「経済思想」（岩波書店）
  - 斎藤憲「新興コンツェルン理研の研究」（時潮社）

### 第31回（1988年度） - 第40回（1997年度）
- 第31回（1988年度）
  - 伊藤元重・奥野正寛・清野一治・鈴村興太郎「産業政策の経済分析」（東京大学出版会）
  - 山本拓「経済の時系列分析」（創文社）
  - 筒井義郎「金融市場と銀行業　産業組織の経済分析」（東洋経済新報社）
  - 宮本又郎「近世日本の市場経済　大坂米市場分析」（有斐閣）
  - 後藤純一「国際労働経済学　貿易問題への新しい視点」（東洋経済新報社）
  - 香村光雄「現代企業会計と証券市場」（同文舘出版）

- 第32回（1989年度）
  - 大川一司・篠原三代平・梅村又次編「長期経済統計ー推計と分析」全14巻（東洋経済新報社）
  - 吉岡完治「日本の製造業・金融業の生産性分析　規模の経済性・技術変化の実証研究」（東洋経済新報社）
  - 杉山伸也「Japan's Industrialization in the World Economy, 1859-1899: Export Trade and Overseas Competition」（Athlone Press）

- 第33回（1990年度）
  - 島崎久弥「円の侵略史」（日本経済評論社）
  - 大橋勇雄「労働市場の理論」（東洋経済新報社）
  - 本多佑三「計量経済学における大標本検定」（神戸大学研究双書刊行会）
  - 末廣昭「Capital Accumulation in Thailand 1855-1985」（Centre for East Asian Cultural Studies）
  - 田尾雅夫「行政サービスの組織と管理」（木鐸社）

- 第34回（1991年度）
  - 金子文夫「近代日本における対満州投資の研究」（近藤出版社）
  - 石川経夫「所得と富」（岩波書店）
  - 坂本多加雄「市場・道徳・秩序」（創文社）
  - 樋口美雄「日本経済と就業行動」（東洋経済新報社）
  - 金井壽宏「変革型ミドルの探求」（白桃書房）
  - 桜井久勝「会計利益情報の有用性」（千倉書房）

- 第35回（1992年度）
  - 兼光秀郎「国際経済政策」（東洋経済新報社）
  - 鶴見誠良「日本信用機構の確立－日本銀行と金融市場」（有斐閣）
  - 洞口治夫「日本企業の海外直接投資－アジアへの進出と撤退」（東京大学出版会）
  - 松井透「世界市場の形成」（岩波書店）
  - 藤本隆宏他「Product Development Performance: Strategy, Organization, and Management in the World Auto Industry」（Harvard Business School Press）
  - 中野常男「会計理論生成史」（中央経済社）

- 第36回（1993年度）
  - 丸山雅祥「日本市場の競争構造－市場と取引」（創文社）
  - 栗田啓子「エンジニア・エコノミスト　フランス公共経済学の成立」（東京大学出版会）
  - 西村清彦「Imperfect Competition, Differential Information, and Microfoundations of Macroeconomics」（Oxford University Press）
  - 尾高煌之助「職人の世界・工場の世界」（リブロポート）
  - 森川英正「Zaibatsu: The Rise and Fall of Family Enterprise Groups in Japan」（University of Tokyo Press）

- 第37回（1994年度）
  - 大瀧雅之「景気循環の理論　現代日本経済の構造」（東京大学出版会）
  - 橘木俊詔・下野恵子「個人貯蓄とライフサイクル　生涯収支の実証分析」（日本経済新聞社）
  - 田村信一「グスタフ・シュモラー研究」（御茶の水書房）
  - 山本有造「両から円へ　幕末、明治前期貨幣問題研究」（ミネルヴァ書房）
  - 市石達郎「The Cooperative Nature of the Firm」（Cambridge University Press）

- 第38回（1995年度）
  - 大塚啓二郎・村上直樹・劉徳強「中国のミクロ経済改革―企業と市場の数量分析」（日本経済新聞社）
  - 清川雪彦「日本の経済発展と技術普及」（東洋経済新報社）
  - 千代田邦夫「アメリカ監査論」（中央経済社）
  - 西口敏宏「Strategic Industrial Sourcing: The Japanese Advantage」（Oxford University Press）
  - 福田慎一「価格変動のマクロ経済学」（東京大学出版会）

- 第39回（1996年度）
  - 杉原薫「アジア間貿易の形成と構造」（ミネルヴァ書房）
  - 高山憲之・有田富美子「貯蓄と資産形成－家計資産のマイクロデータ」（岩波書店）
  - 竹内洋「日本のメリトクラシー　構造と心性」（東京大学出版会）
  - 速水佑次郎「開発経済学」（創文社）

- 第40回（1997年度）
  - 浅沼萬里「日本の企業組織　革新的適応のメカニズム」（東洋経済新報社）
  - 延岡健太郎「マルチプロジェクト戦略　ポストリーンの製品開発マネジメント」（有斐閣）
  - 畠中道雄「Time-Series-Based Econometrics: Unit Roots and Co-Integrations」（Oxford University Press）
  - 安冨歩「「満州国」の金融」（創文社）

### 第41回（1998年度） - 第50回（2007年度）
- 第41回（1998年度）
  - 林文夫「Understanding Saving: Evidence from the United States and Japan 」（MIT Press）
  - 谷本雅之「日本における在来的経済発展と織物業」（名古屋大学出版会）
  - 小川一夫・北坂真一「資産市場と景気変動　現代日本経済の実証分析」（日本経済新聞社）
  - 山岸俊男「信頼の構造　こころと社会の進化ゲーム」（東京大学出版会）

- 第42回（1999年度）
  - 八田達夫・小口登良「年金改革論　積立方式へ移行せよ」（日本経済新聞社）
  - 三輪芳朗・神田秀樹・柳川範之編「会社法の経済学」（東京大学出版会）
  - 権上康男「フランス資本主義と中央銀行　フランス銀行近代化の歴史」（東京大学出版会）
  - 大村敬一・川北英隆・宇野淳・俊野雅司「株式市場のマイクロストラクチャー―株価形成メカニズムの経済分析」（日本経済新聞社）

- 第43回（2000年度）
  - 藤田昌久他「The Spatial Economy: Cities, Regions, and International Trade」（MIT Press）
  - 山崎福寿「土地と住宅市場の経済分析」（東京大学出版会）
  - 沼上幹「液晶ディスプレイの技術革新史　行為連鎖システムとしての技術」（白桃書房）
  - 佐藤郁哉「現代演劇のフィールドワーク　芸術生産の文化社会学」（東京大学出版会）

- 第44回（2001年度）
  - 黒崎卓「開発のミクロ経済学」（岩波書店）
  - 齊藤誠「金融技術の考え方・使い方」（有斐閣）
  - 小林慶一郎・加藤創太「日本経済の罠　なぜ日本は長期低迷を抜け出せないのか」（日本経済新聞社）
  - 浅子和美「マクロ安定化政策と日本経済」（岩波書店）
  - 松本俊郎「「満洲国」から新中国へ　鞍山鉄鋼業からみた中国東北の再編過程　1940~1954」（名古屋大学出版会）

- 第45回（2002年度）
  - 小佐野広「コーポレート・ガバナンスの経済学」（日本経済新聞社）
  - 玄田有史「仕事のなかの曖昧な不安―揺れる若年の現在」（中央公論新社）
  - 宮下國生「日本物流業のグローバル競争」（千倉書房）
  - 星岳雄「Corporate Financing and Governance in Japan: The Road to the Future」（MIT Press）

- 第46回（2003年度）
  - 松井彰彦「慣習と規範の経済学　ゲーム理論からのメッセージ」（東洋経済新報社）
  - 青木正直「Modeling Aggregate Behavior and Fluctuations in Economics: Stochastic Views of Interacting Agents」（Cambridge University Press）
  - 中林真幸「近代資本主義の組織」（東京大学出版会）
  - 中川雅之「都市住宅政策の経済分析」（日本評論社）

- 第47回（2004年度）
  - 国友直人・高橋明彦「数理ファイナンスの基礎　マリアバン解析と漸近展開の応用」（東洋経済新報社）
  - 赤井伸郎・佐藤主光・山下耕治「地方交付税の経済学：理論・実証に基づく改革」（有斐閣）
  - 岩田規久男「昭和恐慌の研究」（東洋経済新報社）
  - 園部哲史・大塚啓二郎「産業発展のルーツと戦略」（知泉書館）

- 第48回（2005年度）
  - 野村浩二「資本の測定－日本経済の資本深化と生産性－」（慶應義塾大学出版会）
  - 谷沢弘毅「近代日本の所得分布と家族経済」（日本図書センター）
  - 大竹文雄「日本の不平等」（日本経済新聞社）
  - 堂目卓生「The Political Economy of Public Finance in Britain 1767-1873」（Routledge）
  - 清家篤・山田篤裕「高齢者就業の経済学」（日本経済新聞社）

- 第49回（2006年度）
  - 宮尾龍蔵「マクロ金融政策の時系列分析－政策効果の理論と実証」(日本経済新聞社）
  - 阿部正浩「日本経済の環境変化と労働市場」（東洋経済新報社）
  - 富田俊基「国債の歴史－金利に凝縮された過去と未来」（東洋経済新報社）
  - 大月康弘「帝国と慈善　ビザンツ」（創文社）
  - 中島隆信「障害者の経済学」（東洋経済新報社）

- 第50回（2007年度）
  - 柳川範之「法と企業行動の経済分析」(日本経済新聞出版社）
  - 石川博行「配当政策の実証分析」（中央経済社）
  - 土居丈朗「地方債改革の経済学」（日本経済新聞出版社）
  - 鴋澤歩「ドイツ工業化における鉄道業」（有斐閣）
  - 友部謙一「前工業化期日本の農家経済―主体均衡と市場経済」（有斐閣）

### 第51回（2008年度） - 第60回（2017年度）
- 第51回（2008年度）
  - 西村和雄・矢野誠「マクロ経済動学」(岩波書店）
  - 斎藤修「比較経済発展論 -歴史的アプローチ-」（岩波書店）
  - 川口章「ジェンダー経済格差　なぜ格差が生まれるのか、克服の手がかりはどこにあるのか」（勁草書房）
  - 阿部彩・國枝繁樹・鈴木亘・林正義「生活保護の経済分析」（東京大学出版会）
  - 西沢和彦「年金制度は誰のものか」（日本経済新聞出版社）

- 第52回（2009年度）
  - 小西秀樹「公共選択の経済分析」(東京大学出版会）
  - 中村二朗・内藤久裕・神林龍・川口大司・町北朋洋「日本の外国人労働力　経済学からの検証」（日本経済新聞出版社）
  - 印南一路「「社会的入院」の研究　高齢者医療最大の病理にいかに対処すべきか」（東洋経済新報社）

- 第53回（2010年度）
  - 和田一夫「ものづくりの寓話　-フォードからトヨタへ-」（名古屋大学出版会）
  - 細野薫「金融危機のミクロ経済分析」（東京大学出版会）
  - 野田知彦「雇用保障の経済分析　-企業パネルデータによる労使関係-」 （ミネルヴァ書房）
  - 小塩隆士「再分配の厚生分析　-公平と効率を問う-」 （日本評論社）

- 第54回（2011年度）
  - 太田聰一「若年者就業の経済学」(日本経済新聞出版社）
  - 斉藤淳「自民党長期政権の政治経済学 -利益誘導政治の自己矛盾-」（勁草書房）
  - 菅山真次「『就社』社会の誕生 -ホワイトカラーからブルーカラーへ-」 （名古屋大学出版会）
  - 小堀聡「日本のエネルギー革命 -資源小国の近現代-」 （名古屋大学出版会）

- 第55回（2012年度）
  - 小池和男「高品質日本の起源　発言する職場はこうして生まれた」(日本経済新聞出版社）
  - 深尾京司「『失われた20年』と日本経済　構造的原因と再生への原動力の解明」（日本経済新聞出版社）
  - 武石彰・青島矢一・軽部大「イノベーションの理由　資源動員の創造的正当化」 （有斐閣）
  - 高槻泰郎「近世米市場の形成と展開　幕府司法と堂島米会所の発展」 （名古屋大学出版会）
  - 池田新介「自滅する選択　先延ばしで後悔しないための新しい経済学」（東洋経済新報社）

- 第56回（2013年度）
  - 澤田康幸・上田路子・松林哲也「自殺のない社会へ―経済学・政治学からのエビデンスに基づくアプローチ」 (有斐閣）
  - 山重慎二「家族と社会の経済分析―日本社会の変容と政策的対応」(東京大学出版会）
  - 鈴木竜太「関わりあう職場のマネジメント」 (有斐閣）
  - 大日方隆「利益率の持続性と平均回帰」 (中央経済社）
  - 沢井実「近代日本の研究開発体制」 (名古屋大学出版会）

- 第57回（2014年度）
  - 山本勲・黒田祥子「労働時間の経済分析―超高齢社会の働き方を展望する」 (日本経済新聞出版社）
  - 瀬古美喜「日本の住宅市場と家計行動」(東京大学出版会）
  - 森川正之「サービス産業の生産性分析―ミクロデータによる実証」 (日本評論社）

- 第58回（2015年度）
  - 田口聡志「実験制度会計論―未来の会計をデザインする」 (中央経済社）
  - 冨浦英一「アウトソーシングの国際経済学―グローバル貿易の変貌と日本企業のミクロ・データ分析」 (日本評論社）
  - 清田耕造「拡大する直接投資と日本企業―世界のなかの日本経済：不確実性を超えて７」 (NTT出版）
  - 島本実「計画の創発―サンシャイン計画と太陽光発電」 (有斐閣）
  - 彭浩「近世日清通商関係史」 (東京大学出版会）

- 第59回（2016年度）
  - 清水洋「ジェネラル・パーパス・テクノロジーのイノベーション」 (有斐閣）
  - 石川亮太「近代アジア市場と朝鮮」 (名古屋大学出版会）
  - 上原兼善「近世琉球貿易史の研究」 (岩田書院）
  - 薄井彰「会計制度の経済分析」 (中央経済社）
  - 久保田敬一・竹原均「Reform and Price Discovery at the Tokyo Stock Exchange: From 1990 to 2012」(東京証券取引所の改革と価格発見 1990-2012年)(Palgrave Macmillan）

- 第60回（2017年度）
  - 岩本康志・鈴木亘・両角良子・湯田道生「健康政策の経済分析」 (東京大学出版会）
  - 神田さやこ「塩とインド」 (名古屋大学出版会）
  - 山口一男「働き方の男女不平等」 （日本経済新聞出版社）
  - 鶴光太郎「人材覚醒経済」 (日本経済新聞出版社）
  - 伊藤公一朗「データ分析の力　因果関係に迫る思考法」 (光文社）

### 第61回（2018年度） -
- 第61回（2018年度）
  - 鈴木健嗣「日本のエクイティ・ファイナンス」（中央経済社）
  - 中村亮介・河内山拓磨「財務制限条項の実態・影響・役割：債務契約における会計情報の活用」（同）
  - 西村清彦・尾崎裕之 Economics of Pessimism and Optimism: Theory of Knightian Uncertainty and Its Applications, Tokyo: Springer, 2017.（悲観と楽観の経済学）
  - 高島正憲「経済成長の日本史：古代から近世の超長期GDP推計730-1874」（名古屋大学出版会）

- 第62回（2019年度）
  - 萬代悠「近世畿内の豪農経営と藩政」 (塙書房）
  - 小川道大「帝国後のインド：近世的発展のなかの植民地化」 (名古屋大学出版会）
  - 伊藤隆敏・鯉渕賢・佐藤清隆・清水順子 Managing Currency Risk: how Japanese firms choose invoicing currency,Cheltenham, Northampton: Edward Elgar Publishing, 2018.（為替リスク管理と貿易建値通貨選択）
  - 白川方明「中央銀行：セントラルバンカーの経験した39年」 (東洋経済新報社）

- 第63回（2020年度）
  - 野間幹晴「退職給付に係る負債と企業行動：内部負債の実証分析」 (中央経済社）
  - 小島庸平「大恐慌期における日本農村社会の再編成：労働・金融・土地とセイフティネット」 (ナカニシヤ出版）
  - 岩井茂樹「朝貢・海禁・互市：近世東アジアの貿易と秩序」（名古屋大学出版会）
  - 林貴志「意思決定理論」 (知泉書館）
  - 酒井正「日本のセーフティーネット格差：労働市場の変容と社会保険」 (慶應義塾大学出版会）

- 第64回（2021年度）
  - 山口慎太郎「子育て支援の経済学」（日本評論社）
  - 大橋弘「競争政策の経済学：人口減少・デジタル化・産業政策」（発行：日経BP日本経済新聞出版、発売：日経BPマーケティング）
  - 中島楽章「大航海時代の海域アジアと琉球：レキオスを求めて」（思文閣出版）
  - 櫻川昌哉「バブルの経済理論：低金利、長期停滞、金融劣化」（発行：日経BP日本経済新聞出版、発売：日経BPマーケティング）
  - 小林佳世子「最後通牒ゲームの謎：進化心理学からみた行動ゲーム理論入門」（日本評論社）

- 第65回（2022年度）
  - 長岡貞男「発明の経済学：イノベーションへの知識創造」（日本評論社）
  - 植杉威一郎「中小企業金融の経済学：金融機関の役割政府の役割」（発行：日経BP日本経済新聞出版、発売：日経BPマーケティング）
  - 山口朋泰「日本企業の利益マネジメント：実体的裁量行動の実証分析」（中央経済社）
  - 矢作敏行「コマースの興亡史：商業倫理・流通革命・デジタル破壊」（発行：日経BP日本経済新聞出版、発売：日経BPマーケティング）
  - 渡辺努「物価とは何か」（講談社〈講談社選書メチエ〉）

- 第66回（2023年度）
  - 宇南山卓「現代日本の消費分析：ライフサイクル理論の現在地」（慶應義塾大学出版会）
  - 室岡健志「行動経済学」（日本評論社）
  - 東島雅昌「民主主義を装う権威主義：世界化する選挙独裁とその論理」（千倉書房）
  - 竹林史郎「歴史学派とドイツ社会学の起原：学問史におけるヴェーバー資本主義論」（ミネルヴァ書房）※原タイトル:Die Entstehung der Kapitalismustheorie in der Gründungsphase der deutschen Soziologie, の田村信一・山田正範による翻訳
  - 廣光俊昭「哲学と経済学から解く世代間問題：経済実験に基づく考察」（日本評論社）